# Geissorhiza furva
Geissorhiza furva är en irisväxtart som beskrevs av Ker Gawl. och John Gilbert Baker. Geissorhiza furva ingår i släktet Geissorhiza och familjen irisväxter. Inga underarter finns listade i Catalogue of Life.